# علم نيوهامشير

علم ولاية نيوهامشير

أعتمد علم ولاية نيوهامشير في يوم 1 كانون الثاني - يناير من عام 1932 .